# 甲斐敏光
甲斐 敏光（かい としみつ、生没年不詳）は、室町時代中期の武将。越前・遠江守護代。甲斐将久（常治）の子、信久（のぶひさ）の父。通称は八郎。

## 生涯
主君である守護・斯波義敏から偏諱を賜り敏光と名乗るが、その守護の義敏と守護代である父甲斐常治は越前の支配権を巡って対立、長禄2年（1458年）に越前国人堀江利真、朝倉将景・景正父子らが義敏に就いて挙兵すると（長禄合戦）、敏光は朝倉孝景と共に父の側に就いて近江で越前入国を窺った。翌長禄3年（1459年）5月に義敏は8代将軍足利義政の関東の堀越公方足利政知の救援命令を無視して守護代側の金ヶ崎城に攻め入り逆に敗北する。この義敏の行動は義政の怒りを買い家督を奪われて周防の大内教弘の元へ逃れ、子の松王丸が僅か3歳で次の斯波氏当主となった。敏光らは27日に越前に入国、8月11日に守護側の堀江利真、朝倉将景父子を討ち取り、長禄合戦は守護代側の勝利に終わった。8月12日、父が京都で死亡すると、敏光は越前から戻っていないため、守護代職は子の千喜久丸（信久）に継承された。
長禄合戦の直後に今川範将が遠江で反乱を起こすと、孝景と共に鎮圧に向かい、関東へ出陣した。寛正2年（1461年）8月、松王丸が廃嫡されて渋川義鏡の子義廉が当主になると帰京、10月16日に孝景と共に義政に拝謁した。寛正4年（1463年）11月12日、千喜久丸に代わって守護代に就任したが、翌5年（1464年）1月25日に千喜久丸に戻された。応仁元年（1467年）に応仁の乱が発生、義敏・松王丸父子が東軍に就くと、義廉・孝景と共に西軍に属した。
ところが、文明3年（1471年）5月21日に孝景が義政から越前守護の任命（1代限りの守護権を与えられたとも）で東軍に寝返り、越前の西軍勢力を制圧し始めたため対抗として越前に下向するが、文明4年（1472年）8月6日に府中（越前市）が落とされ、8日に坂井郡長崎庄（坂井市）で敗れて加賀へ逃れた。文明6年（1474年）閏5月に西軍方の富樫幸千代との連携で再度越前に攻め入るが、形勢を覆せず美濃守護代格斎藤妙椿の斡旋で孝景と和睦。
文明7年（1475年）2月19日に斯波義良（松王丸、文明4年に元服）と共に上洛し義政に拝謁、遠江守護代に任命され遠江へ下向、駿河守護今川義忠と対峙、義忠の敗死後の文明11年（1479年）閏9月4日に義良に従軍して越前へ出陣、文明13年（1481年）まで孝景と戦った。しかし、孝景は7月26日に亡くなったが9月15日に子の氏景に敗北、加賀に没落した。2年後の文明15年（1483年）、氏景と和睦して「越前守護代は朝倉氏、遠江守護代は甲斐氏、尾張守護代は織田氏」と決められ、事実上越前の復旧は挫折した。
以降の敏光の動向は不明。残党が加賀一向一揆と組んで越前復帰を狙うもことごとく阻まれ、遠江も今川義忠の子・氏親に奪われ、甲斐氏は没落していった。

## 系譜
- 父：甲斐常治
- 母：不詳
- 妻：不詳
  - 男子：甲斐信久